# Шабыт
Шабыт — село в Илийском районе Алматинской области Казахстана. В Междуреченском сельском округе.

## Описание
В посёлке есть школа, футбольное поле.
Село расположено вдоль автодороги М-36.
В селе три основные улицы Алматинская, Алакольская, Алтын Емельская.

## История
Село построили для оралманов в нулевых годах, в 2010 была готова первая улица, старое название Междуреченск 2.Сейчас село отделилось, так как стало большое.